# Harald Strömfelt (1831–1900)
Fredrik Knut Harald Strömfelt, född 8 juli 1831 i Västra Husby församling, Östergötlands län, död 12 september 1900 i Stockholm, var en svensk greve, godsägare och riksdagsman.

## Biografi
Strömfelt blev 1850 student vid Uppsala universitet och ingick 1851 som underlöjtnant vid Andra livgrenadjärregementet. Redan 1856 tog han dock avsked ur krigstjänsten och ägnade sig åt skötseln av sin stora egendom Hylinge, som han i stor utsträckning uppodlade och ombyggde. 1875 invald i Kropps bolags styrelse, där han sedermera till 1895 fungerade som ordförande och disponentdirektör, arbetade han energiskt för användning av svenskt stenkol vid industri och kommunikationer.
Strömfelt var vid riksdagen 1865/66 en av adelns riksdagsledamöter. 1880-1890 var han Norrköpings representant i första kammaren. Under den tiden var han 1882-1886 ledamot av lagutskottet, med undantag av 1885, och 1887 ledamot av konstitutionsutskottet. I de svensk-norska förhållandena ingrep Strömfelt på ett avgörande sätt genom sin interpellation vid 1885 års riksdag rörande tillämpningen av mellanriks-lagen, och sin 1886 väckta motion om upphävande av denna lag; han gav nämligen därigenom uppslag till lagens revision. Strömfelt var i sina åsikter en ivrig vän av tullskydd, men på samma gång ofta som motståndare till ett alltför långt drivet jordägarintresse. Den i början av 1880-talet på dagordningen stående frågan om inmutningsrättens bibehållande eller upphävande uppkallade honom att 1882 utge avhandlingen Angående föreslagen lagstiftning för Sveriges stenkolsindustri med särskild hänsyn till inmutningsrättens bibehållande eller upphävande. I de förändringar, som det sedermera framlagda förslaget till förordning om stenkolsfyndigheters eftersökande och bearbetande 1886 undergick vid sin behandling i riksdagen, hade han väsentlig del.
I kommunala angelägenheter var Strömfelt mycket anlitad; han var dessutom flera år landstingsledamot, 1881 vice ordförande i adelsmötets riddarhusutskott och 1886 medlem av lantbruksriksdagen samt insattes 1888 som ledamot i den tullkommitté, vars första arbete blev det förslag till ändrad mellanrikslag, som i huvudsak antogs 1890. Sedan 1882 var han ordförande i styrelsen för Tekniska elementarskolan i Norrköping. 1889 erbjöds han landshövdingeplatsen i Södermanlands län, vilken han dock avböjde på grund av sjuklighet.

### Familj
Fredrik Knut Harald Strömfelt var son till justitierådet, greve Hans Fredrik Harald Strömfelt och ryska hovfröken, finska friherrinnan Brita Maria von Troil. Han blev vid faderns död, 1837, greve och fideikommissarie till  Hylinge i Västra Husby socken. I första äktenskapet, med friherrinnan Marina Fredrika Ehrenkrona, hade han sönerna Carl och Fredrik Haraldsson Strömfelt.

## Utmärkelser
- Riddare av Nordstjärneorden,  1 december 1876[1]
- Kommendör av 1. klass av Vasaorden,  9 juli 1888[1]
- Riddare av Carl XIII:s orden,  5 februari 1894[1]
- Kommendör med stora korset av Vasaorden,  18 september 1897[1]

[Redigera Wikidata]